# Phrurolithus zhejiangensis
Phrurolithus zhejiangensis är en spindelart som beskrevs av Song och Kim 1991. Phrurolithus zhejiangensis ingår i släktet Phrurolithus och familjen flinkspindlar. Inga underarter finns listade i Catalogue of Life.